# 陶博吾
陶博吾（1900年—1996年6月16日），原名陶文，字博吾，以字行，號國順，別署白湖散人、栗里後人等，齋號簡樸齋，又因其高夀而自諧“糊塗長壽”，男，江西彭澤人，中國現代書畫家，集詩書畫於一身，性簡淡孤倔，不求聞達。被稱為“百年孤獨”的一代宗師:13-16:09-12。
陶博吾長期定居南昌市，專心書畫，過著隱士般生活。他不甚適應藝術政治化的體制，因此作品長期被主流藝壇忽視。陶博吾的繪畫和書法風格給1980年代末1990年代初中國當代新文人畫審美趣味和形式結構產生了重要的影響，成為“新文人畫”的開拓者。陶博吾去世後，藝術界陸續出版了陶博吾書畫集、詩詞集和資料手稿，以及研究陶博吾的論文集:09-12。

## 生平

### 早年及求學生涯
陶博吾1900年出生于江西彭澤，4歲喪父，27歲喪妻、喪兄。他6歲入私塾，9歲學習詩詞，10歲通音律。14歲與彭澤縣五位老先生創建六雅堂詩社，以能詩名鄉里。1926年陶博吾考入南京美術專科學校，從沈溪橋、梁公約、謝公展三位先生學習書畫。1929年考入上海昌明美術專科學校，從黃賓虹、王一亭、潘天寿等先生學習書畫，從曹拙巢先生學習詩文。陶博吾曾因思想進步曾遭當局通緝未果。抗戰期間，從上海逃亡江西，先後任江西省吉安市吉安中學和宜春市樟樹中學國文教員。在逃亡途中寫的《棄兒行》詩在《民国日报》上發表。

### 1949年之後
1949年，陶博吾定居江西南昌，先後任江西省立南昌第一聯合中學、葆靈女子中學（今南昌十中）語文教師。1950年代遭到批判，被開除公職，戴上“黑五類”帽子，到派出所接受改造。文化大革命开始后，陶博吾因專心藝事被当局判為“封資修”（即封建主義、資本主義、修正主義）的典型，蒙冤而被迫封筆十四載；又被抄家，強迫迁至鄉下劳动改造。陶博吾說：“文革時，自紅衛兵把我珍藏的碑帖、畫冊以及經史子集銷毀以後，接著又下放到農村勞動改造，整整十四年，不但沒有寫過一幅墨筆字，連一枝墨筆都沒有見到過。”:09-12。
1980年，80高齡的陶博吾方獲平反。他于家鄉彭澤蟄居，築“吾園書屋”，研習書畫義理。陶博吾的创作道路不同於活躍的主導派系，名不入主流，但常常向登门拜访人士传授藝事。這些人士促成陶博吾的書畫作品集和詩詞集出版，这些作品集即是中國“新文人畫”勃興之源起，呈现了傳統文人畫向“新文人画”变革的新图式:13-16。

### 晚年时光
1989年，陶博吾在北京中國美術館舉辦“陶博吾書畫展”，获得了啟功、李可染、周谷城等艺术家的高度讚揚。1995年（陶博吾去世前一年），上海劉海粟美術館舉辦“陶博吾詩書畫展”，引起了上海學術界、文學界、美術界的震動。蔣孔陽稱他是“現在重新被發現的二十世紀中國的書畫大家，也是大胆的批判現實主義詩人”；作家白樺用“三個不朽”概括陶博吾；藝術家陳丹青、書法家趙冷月称這一輩子最崇敬的是陶博吾這樣的書畫家；作家戴厚英为此撰文《貢獻一個人》，在《文學報》上發表
。陶博吾去世23年之後，2019年5月，中國美術館舉辦“紀念陶博吾誕辰120周年藝術作品展”，展出陶博吾前后作品七十余件。

## 繪畫風格

### 形式特徵
饒振華認為，陶博吾的作品率性而為，信手拈來，不同於流行的畫風，也和人們熟習的一些傳統經典繪畫的面貌相距較遠，因此不容易欣賞，令人產生一種陌生感，有相當大的距離。陶博吾作畫造型概要且形神兼顧，構圖粗放簡潔，也注意細部的具體生動描繪。他的花鳥畫多稚拙天真，喜做特寫式的章法，筆墨酣暢淋漓；山石多不求形似，打破正常的比例透視。不拘泥於古人筆墨技巧，筆觸粗獷倔拙，墨色敦厚豐腴。這種個性也不是無本之木無源之水，而是經意之極出以不經意率真的畫面效果。到了晚年，陶博吾的繪畫已一定程度上超越技巧和章法，達到“但觀諸法空無我”“無法而法”的境地。他把自己的藝術風格比作“如枯葛形尤醜”，不趨時代風尚，絕不作“早知不入時人眼，多買胭脂畫牡丹”的歎息:12。
王兆榮和饒振華研究指出，陶博吾的繪畫作品形制上和風格上都屬於豪放的風格，疏朗寬厚以直接書寫的方式表現出陶博吾繪畫與其書法風格的一致性，即不安排，落筆不急不遑，筆力雄渾，有種酣然醇厚的氣息。用筆中不使用明顯提按頓挫的動作，尤其是在拉長的筆劃中，一筆之中的持重而非滯遲，讓人感受到筆力的存在。構圖因勢成型，不受物象的現實性的束縛。在疏朗的佈局中可以體驗到特有的律動感——真率恣意又頹放不羈的個人色彩，從而形成強心鐵骨，一種在顢頇落拓之中蘊藏磊落不平之氣的具有陶氏特徵的繪畫風格。與當時居主流地位的許多畫風拉開了距離，開啟了新文人畫的新語言和新圖式，成為影響直至當今畫壇的一代宗師:09-12。

### 題材與配詩
詩言志。胸中塊壘，不吐不快。亦如鄭板橋所感慨“難道天公，還鉗恨口，不許長籲一兩聲？！”所以，陶博吾的詩詞、聯句是他滄桑際遇、情感世界和人生信念的自然反映（趙感鶴）。饒振華研究，1937年抗日戰爭爆發後，青年陶博吾投入了抗日救亡的運動中，他的七絕：“縱馬馳驅辭故土，揚鞭慷慨赴疆場。此行不飲倭奴血，誓死黃河古道旁。”吸收唐代邊塞詩和岳飛的豪放派詩詞的意蘊，創作表現自己投身抗日救亡、精忠報國的慷慨悲歌。趙松元認為，如果試圖更好地感受作為視覺藝術形式的陶博吾的書畫，必然離不開他的語言藝術——詩詞以及他尤為喜愛的對仗聯句。陶博吾的畫作題款，不是引經據典陶醉在已有的古人舊句之中，而是獨出機杼。他的詩句既飽含純真渾樸的力量，又兼具幽默的智慧，例如：“畫圖何必米家山，自有煙雲共夕嵐。难得我來亭下坐，笑得冷眼看人間。——題煙雲變幻圖（1991）”:172。這不僅是來自他孩提時代學詩的童子功，十四五歲就能與本縣“六雅堂詩社”老先生唱和，以及對舊體詩體裁千錘百煉的純技術操練，更是因為他已經把詩詞藝術化作自己的生命形式。恰如蔣孔陽和李可染所說，陶博吾的詩傳承了杜甫悲愴沉雄的風格，詞則有刺世疾邪之慨，含有人生的哲理:312。
劉正成研究指出，陶博吾的繪畫生涯伴隨著他在近一個世紀的風雨歷程及其倔强性格，用他飽含情感的筆墨來書寫自己的精神世界，表達作為一個知識份子的喜怒与好惡。陶博吾多從日常生活——山林沟壑和花鳥蟲魚中攫取的繪畫題材，與大自然相契合，而其內涵卻與社會和時代關聯，滲透著諷喻，勸誡和批判的現實意義。他把司空見慣的景物轉換成誇張怪異的不尋常的畫面效果，擬人化、比喻、暗喻交錯運用得體:11-13。饒振華說，陶博吾畫中藝術形象往往介於似與不似之間，折射出陶博吾自己的人格、志趣以及個性。他的詩詞融合智與愚、悲與樂、生與死的辯證原理：“大道即風波，塵土有至情”就是陶博吾作為文士、隱士、鬥士的多重形象的精神寫照。:09。陶博吾情感豐富，每幅畫上都依據不同題材或寓意而自己即興撰寫既直白又妙趣橫生的詩詞，詩與畫相互匹配，構建他秉承傳統“畫中有詩，詩中有畫”而自成家法的浪漫批判現實主義的獨特藝術風格:123-124。

## 書法
陶博吾說：“要想成為一個書法家，起碼的條件，必須有點個人風格。如果只習一家，專攻一體，即使能夠亂真，也只是一個書奴，沒有價值。”陶博吾書法猶如短槍粗戟般的結體，是形成其獨特的個人風貌的基本構件。陶博吾結字吸收吳昌碩而參入己意，結體富變化，格局大度；墨色飽滿而津韌，真性情自然抒發:98。王兆榮研究認為，陶博吾的大篆吸收了石鼓文的結構与吳昌碩書法的内容，字的造型態勢參差錯落，結體則變異石鼓文的規整，線條飽滿。陶博吾的行草結體歪斜倚正互用，線條落拓不羈柔而富彈性，韌性和力量並行。結體上將字的欹側揖讓加強，收緊中宮的同時拉長了撇捺，字和字相互呼應，相得益彰:09-12。章法上緊密而字字侵讓；字勢左右擺動，幾乎每行都不同程度地偏離中軸線。陶博吾似乎無意于常規書法法則中的章法與形式，不同書體綜合形成其荒誕奇詭的獨有風格:65。陶博吾與吳昌碩、黃賓虹、齊白石、潘天壽、石魯一併稱為近現代中國美術史上詩書畫印綜合素養和成就極高的傑出範例。
河北美術出版社曾經出了《二十世紀篆書四大家》，其中將陶博吾與吳昌碩、齊白石、黃賓虹並列為篆書四大家。

## 名家評論
“在野派四大家”中，黃秋園、陶博吾兩位均出自江西，先後得到李可染的肯定。李可染認為陶博吾詩詞汲取了陶淵明飄逸和杜甫深沉的詩風；繪畫藝術結合吳昌碩和黃賓虹而形成自己的風格；書法功力深，富個性而有趣味。
啟功先生感概陶博吾的坎坷人生，尤為稱道陶博吾篆書石鼓文、散氏盤銘文的誇張變形及其生動趣味；並以陶博吾的《滿江紅》為例，對其不同時期的詩詞給予高度評價。
書畫家林散之在對陶博吾蒙冤受難中剛毅不屈的品質的欽佩中，認為陶博吾詩書畫均反應了其個人性情，晚年風格最為強烈地表現出質如璞玉的藝術境界。
美術史家陳傳席把陶博吾列為“在野派四大家”之首。分析陶博吾詩書畫在體現中國文人畫中的人文性所做的出色貢獻。

## 出版物及詩詞手稿
| 著作名稱                            | 著者                     | 出版社             | 年代     | 備註                              |
| ----------------------------------- | ------------------------ | ------------------ | -------- | --------------------------------- |
| 《陶博吾（1900-1996）》             | 陶博吾著，陶博吾藝術館編 | 陶博吾藝術館       | 2019     | 繪畫 書法 詩詞 手稿 資料          |
| 《陶博吾——中國近現代名家畫集》      | 陶博吾著                 | 人民美術出版社     | 2015     | 繪畫                              |
| 《陶博吾行楷詩稿》                  | 陶博吾著                 | 江西美術出版社     | 2013     | 詩詞 手稿 書法                    |
| 《博吾詩存——陶博吾詩文墨蹟》        | 陶博吾著，趙感鶴編       | 江西美術出版社     | 2013     | 詩詞 手稿 書法                    |
| 《博吾聯存》                        | 陶博吾著，趙感鶴編       | 江西美術出版社     | 2013     | 詩詞 書法                         |
| 《題畫詩抄》                        | 陶博吾著，趙感鶴編       | 江西美術出版社     | 2013     | 詩詞 題跋                         |
| 《書譜·陶博吾專輯》                 | 陶博吾著                 | 書譜雜誌社         | 2012     | 書法                              |
| 《散氏盤銘集聯》                    | 陶博吾撰，喻小辉藏       | 江西美術出版社     | 2011     | 詩詞 書法                         |
| 《陶博吾石鼓文集聯》                | 陶博吾撰，喻小辉藏       | 江西美術出版社     | 2011     | 書法 詩詞                         |
| 《陶博吾先生誕辰 110 周年紀念專輯》 | 陳政主編                 | 江西美術出版社     | 2010     | 繪畫 書法 詩詞 手稿 資料 研究論文 |
| 《陶博吾書法集·詩稿》               | 陶博吾著                 | 江西美術出版社     | 2008     | 詩詞 手稿 書法                    |
| 《陶博吾書畫集》                    | 陶博吾著                 | 上海人民美術出版社 | 2001     | 繪畫 書法                         |
| 《陶博吾書風——中國歷代書風系列》    | 陶博吾著，郭偉主編       | 重慶出版社         | 1999     | 書法                              |
| 《石鼓文集聯》                      | 陶博吾著                 | 廣西美術出版社     | 1993     | 書法 詩詞                         |
| 《習篆一徑》                        | 陶博吾著                 | 廣西美術出版社     | 1990     | 書法                              |
| 《田園詩存》（手稿）                | 陶博吾著                 | 未出版             | 民国年间 | 描繪彭澤家鄉昔日之美              |
| 《逃亡詩存》（手稿）                | 陶博吾著                 | 未出版             | 抗戰時期 | 記述抗日戰爭流亡生活              |
| 《浩劫詩存》（手稿）                | 陶博吾著                 | 未出版             | 文革時期 | 控訴文化大革命災難                |

## 外部連結
- 中国美术馆官网 （页面存档备份，存于）
- 江西新闻官网 （页面存档备份，存于）